# Groupe MCM
 (août 2020).
Le Groupe MCM (anciennement Euromusique-MCM) est une société audiovisuelle française détenue par Groupe M6.

## Historique
En mai 2019, Lagardère vend le groupe MCM au groupe M6.

## Organisation

### Dirigeants
Présidents 
- Alain Guiraud : 02/02/1989 - 01/07/1989
- Frédéric Vinzia : 01/07/1989 - 02/02/2001
- Jean-Pierre Ozannat : 02/ 02/2001 -  08/01/2002
- Frédéric Schlesinger : 08/01/2002 - 31/08/2003
- Christophe Sabot : 01/09/2003 - 2008
- Emmanuelle Guilbart : 2008 - 2010[3]
- Antoine Villeneuve : 2010[4]-2013
- Gérald-Brice Viret : 2013[5]-2015

### Capital
Le groupe MCM est détenu à 100 % par Groupe M6

## Activité
Le groupe MCM édite toutes les chaînes de télévision musicales de Lagardère Active Broadcast :
- MCM
- MCM Top
- MCM Pop (anciennement MCM 2) était une chaîne française qui a disparu pour laisser place à RFM TV en France. Cependant, il convient de noter que MCM Pop existe toujours au Portugal.
- RFM TV

### Chaînes disparues
- MCM Africa (revendue en 2003 au groupe Alliance Trace Media pour devenir Trace TV)
- Virgin 17 (jusqu'en 2010, la chaîne a été revendue au Groupe Bolloré pour devenir Direct Star puis devenu D17 et CStar)
- MCM Belgique (la chaîne a cessé ses programmes le 31 décembre 2009)
- Muzzik (a fusionné avec Mezzo après le rachat du Groupe MCM par Lagardère Active)
- Mezzo et Mezo Live HD vendus à Les Échos-Le Parisien et Groupe Canal+
- MCM 2 (remplacée le 28 novembre 2003 par MCM Pop)